# Кропивець
Кропивець — заповідне урочище місцевого значення. Об'єкт розташований на території Коломийського району Івано-Франківської області, Печеніженське лісництво, квартал 41, виділ 6.
Площа — 2,7000 га, статус отриманий у 1976 році.